# Conselho de Guerra de Elvas
O Conselho de Guerra de Elvas é uma edifício histórico localizado na cidade de Elvas, município de Elvas, distrito de Portalegre.
Foi construído no âmbito da Guerra da Restauração, ocorrida no séc. XVII em Portugal, como local onde se reuniam os grandes líderes militares portugueses, como Dinis de Melo e Castro, para a discussão de estratégias e táticas militares que conduziria Portugal à vitória na Guerra da Restauração.
Em 2014, o Conselho de Guerra de Elvas foi integrado num novo projeto do Ministério da Defesa Nacional, criado com o apoio do Turismo de Portugal, chamado Turismo Militar, que apresenta roteiros históricos baseados em heróis portugueses.